# Кубок Футбольной лиги 2002/2003
Кубок Уортингтон 2002/03 (англ. Worthington Cup 2002–03) — 43-й розыгрыш Кубка Футбольной лиги, кубкового турнира в английском футболе для 92 клубов из четырёх высших дивизиов в системе футбольных лиг Англии. Название турнира было определено спонсорским соглашением с пивоваренной компанией Worthington Brewery.
Турнир начался 10 августа 2002 года и завершился 2 марта 2003 года, когда прошёл финальный матч. Победу в турнире одержал «Ливерпуль».

## Предварительный раунд
В розыгрыше Кубка Футбольной лиги сезона 2002/03 был проведён предварительный раунд (состоявший из одного матча) с целью снижения количества участвующих клубов с 93 до 92. Причиной этого было дополнительное место в Кубке УЕФА, которое получил клуб «Ипсвич Таун» за очки фейр-плей.
| № | Хозяева         | Счёт | Гости          | Дата матча      |
| - | --------------- | ---- | -------------- | --------------- |
| 1 | Бристоль Роверс | 0:2  | Бостон Юнайтед | 20 августа 2002 |

## Первый раунд
| №                                                                                          | Хозяева                  | Счёт | Гости                   | Дата матча       |
| ------------------------------------------------------------------------------------------ | ------------------------ | ---- | ----------------------- | ---------------- |
| 1                                                                                          | Бостон Юнайтед           | 1:5  | Кардифф Сити            | 11 сентября 2002 |
| 2                                                                                          | Брайтон энд Хоув Альбион | 1:1  | Эксетер Сити            | 11 сентября 2002 |
| «Брайтон энд Хоув Альбион» выиграл со счётом 2:1 после дополнительного времени             |                          |      |                         |                  |
| 3                                                                                          | Ковентри Сити            | 3:0  | Колчестер Юнайтед       | 11 сентября 2002 |
| 4                                                                                          | Маклсфилд Таун           | 1:1  | Барнсли                 | 11 сентября 2002 |
| «Маклсфилд Таун» выиграл со счётом 4:1 после дополнительного времени                       |                          |      |                         |                  |
| 5                                                                                          | Ноттингем Форест         | 4:0  | Киддерминстер Харриерс  | 11 сентября 2002 |
| 6                                                                                          | Престон Норт Энд         | 1:1  | Сканторп Юнайтед        | 11 сентября 2002 |
| «Престон Норт Энд» выиграл со счётом 2:1 после дополнительного времени                     |                          |      |                         |                  |
| 7                                                                                          | Шеффилд Уэнсдей          | 1:0  | Рочдейл                 | 11 сентября 2002 |
| 8                                                                                          | Суонси Сити              | 2:3  | Вулверхэмптон Уондерерс | 11 сентября 2002 |
| 9                                                                                          | Суиндон Таун             | 0:0  | Уиком Уондерерс         | 11 сентября 2002 |
| «Уиком Уондерерс» выиграл со счётом 2:1 после дополнительного времени                      |                          |      |                         |                  |
| 10                                                                                         | Борнмут                  | 3:3  | Брентфорд               | 10 сентября 2002 |
| 3:3 после дополнительного времени; «Брентфорд» выиграл по пенальти со счётом 4:2           |                          |      |                         |                  |
| 11                                                                                         | Бристоль Сити            | 0:1  | Оксфорд Юнайтед         | 10 сентября 2002 |
| 12                                                                                         | Бернли                   | 3:0  | Блэкпул                 | 10 сентября 2002 |
| 13                                                                                         | Бери                     | 1:0  | Сток Сити               | 10 сентября 2002 |
| 14                                                                                         | Кристал Пэлас            | 1:1  | Плимут Аргайл           | 10 сентября 2002 |
| «Кристал Пэлас» выиграл со счётом 2:1 после дополнительного времени                        |                          |      |                         |                  |
| 15                                                                                         | Кембридж Юнайтед         | 3:1  | Рединг                  | 10 сентября 2002 |
| 16                                                                                         | Гримсби Таун             | 0:1  | Честерфилд              | 10 сентября 2002 |
| 17                                                                                         | Хартлпул Юнайтед         | 1:2  | Транмир Роверс          | 10 сентября 2002 |
| 18                                                                                         | Хаддерсфилд Таун         | 2:0  | Дарлингтон              | 10 сентября 2002 |
| 19                                                                                         | Халл Сити                | 1:1  | Лестер Сити             | 10 сентября 2002 |
| «Лестер Сити» выиграл со счётом 4:2 после дополнительного времени                          |                          |      |                         |                  |
| 20                                                                                         | Лейтон Ориент            | 3:2  | Куинз Парк Рейнджерс    | 10 сентября 2002 |
| 21                                                                                         | Линкольн Сити            | 1:3  | Стокпорт Каунти         | 10 сентября 2002 |
| 22                                                                                         | Мансфилд Таун            | 1:3  | Дерби Каунти            | 10 сентября 2002 |
| 23                                                                                         | Нортгемптон Таун         | 0:1  | Уиган Атлетик           | 10 сентября 2002 |
| 24                                                                                         | Норвич Сити              | 0:3  | Челтнем Таун            | 10 сентября 2002 |
| 25                                                                                         | Олдем Атлетик            | 3:2  | Ноттс Каунти            | 10 сентября 2002 |
| 26                                                                                         | Порт Вейл                | 0:2  | Кру Александра          | 10 сентября 2002 |
| 27                                                                                         | Портсмут                 | 2:0  | Питерборо Юнайтед       | 10 сентября 2002 |
| 28                                                                                         | Ротерем Юнайтед          | 3:1  | Карлайл Юнайтед         | 10 сентября 2002 |
| 29                                                                                         | Рашден энд Даймондс      | 0:0  | Миллуолл                | 10 сентября 2002 |
| 0:0 после дополнительного времени; «Рашден энд Даймондс» выиграл по пенальти со счётом 5:3 |                          |      |                         |                  |
| 30                                                                                         | Шеффилд Юнайтед          | 1:0  | Йорк Сити               | 10 сентября 2002 |
| 31                                                                                         | Саутенд Юнайтед          | 1:4  | Уимблдон                | 10 сентября 2002 |
| 32                                                                                         | Торки Юнайтед            | 0:1  | Джиллингем              | 10 сентября 2002 |
| 33                                                                                         | Уолсолл                  | 1:0  | Шрусбери Таун           | 10 сентября 2002 |
| 34                                                                                         | Уотфорд                  | 1:2  | Лутон Таун              | 10 сентября 2002 |
| 35                                                                                         | Рексем                   | 2:1  | Брэдфорд Сити           | 10 сентября 2002 |

## Второй раунд
| №                                                                                       | Хозяева           | Счёт | Гости                    | Дата матча       |
| --------------------------------------------------------------------------------------- | ----------------- | ---- | ------------------------ | ---------------- |
| 1                                                                                       | Астон Вилла       | 3:0  | Лутон Таун               | 2 октября 2002   |
| 2                                                                                       | Болтон Уондерерс  | 0:1  | Бери                     | 2 октября 2002   |
| 3                                                                                       | Кристал Пэлас     | 7:0  | Челтнем Таун             | 2 октября 2002   |
| 4                                                                                       | Ковентри Сити     | 8:0  | Рашден энд Даймондс      | 2 октября 2002   |
| 5                                                                                       | Дерби Каунти      | 1:1  | Олдем Атлетик            | 2 октября 2002   |
| «Олдем Атлетик» выиграл со счётом 2:1 после дополнительного времени                     |                   |      |                          |                  |
| 6                                                                                       | Лейтон Ориент     | 2:3  | Бирмингем Сити           | 2 октября 2002   |
| 7                                                                                       | Ноттингем Форест  | 1:2  | Уолсолл                  | 2 октября 2002   |
| 8                                                                                       | Шеффилд Уэнсдей   | 1:1  | Лестер Сити              | 2 октября 2002   |
| «Лестер Сити» выиграл со счётом 2:1 после дополнительного времени                       |                   |      |                          |                  |
| 9                                                                                       | Саутгемптон       | 6:1  | Транмир Роверс           | 2 октября 2002   |
| 10                                                                                      | Уиган Атлетик     | 3:1  | Вест Бромвич Альбион     | 2 октября 2002   |
| 11                                                                                      | Брентфорд         | 1:4  | Мидлсбро                 | 1 октября 2002   |
| 12                                                                                      | Кембридж Юнайтед  | 0:7  | Сандерленд               | 1 октября 2002   |
| 13                                                                                      | Чарльтон Атлетик  | 0:0  | Оксфорд Юнайтед          | 1 октября 2002   |
| 0:0 после дополнительного времени; «Оксфорд Юнайтед» выиграл по пенальти со счётом 6:5  |                   |      |                          |                  |
| 14                                                                                      | Честерфилд        | 1:1  | Вест Хэм Юнайтед         | 1 октября 2002   |
| 1:1 после дополнительного времени; «Вест Хэм Юнайтед» выиграл по пенальти со счётом 5:4 |                   |      |                          |                  |
| 15                                                                                      | Хаддерсфилд Таун  | 0:1  | Бернли                   | 1 октября 2002   |
| 16                                                                                      | Маклсфилд Таун    | 1:2  | Престон Норт Энд         | 1 октября 2002   |
| 17                                                                                      | Манчестер Сити    | 3:2  | Кру Александра           | 1 октября 2002   |
| 18                                                                                      | Портсмут          | 1:3  | Уимблдон                 | 1 октября 2002   |
| 19                                                                                      | Ротерем Юнайтед   | 3:3  | Вулверхэмптон Уондерерс  | 1 октября 2002   |
| 4:4 после дополнительного времени; «Ротерем Юнайтед» выиграл по пенальти со счётом 4:2  |                   |      |                          |                  |
| 20                                                                                      | Шеффилд Юнайтед   | 4:1  | Уиком Уондерерс          | 1 октября 2002   |
| 21                                                                                      | Стокпорт Каунти   | 1:1  | Джиллингем               | 1 октября 2002   |
| «Джиллингем» выиграл со счётом 2:1 после дополнительного времени                        |                   |      |                          |                  |
| 22                                                                                      | Тоттенхэм Хотспур | 1:0  | Кардифф Сити             | 1 октября 2002   |
| 23                                                                                      | Рексем            | 0:3  | Эвертон                  | 1 октября 2002   |
| 24                                                                                      | Ипсвич Таун       | 3:1  | Брайтон энд Хоув Альбион | 24 сентября 2002 |

## Третий раунд
| №                                                                                      | Хозяева           | Счёт | Гости             | Дата матча    |
| -------------------------------------------------------------------------------------- | ----------------- | ---- | ----------------- | ------------- |
| 1                                                                                      | Арсенал           | 2:3  | Сандерленд        | 6 ноября 2002 |
| 2                                                                                      | Блэкберн Роверс   | 1:1  | Уолсолл           | 6 ноября 2002 |
| 2:2 после дополнительного времени; «Блэкберн Роверс» выиграл по пенальти со счётом 5:4 |                   |      |                   |               |
| 3                                                                                      | Бернли            | 2:1  | Тоттенхэм Хотспур | 6 ноября 2002 |
| 4                                                                                      | Кристал Пэлас     | 3:0  | Ковентри Сити     | 6 ноября 2002 |
| 5                                                                                      | Челси             | 2:1  | Джиллингем        | 6 ноября 2002 |
| 6                                                                                      | Фулхэм            | 3:1  | Бери              | 6 ноября 2002 |
| 7                                                                                      | Ипсвич Таун       | 3:1  | Мидлсбро          | 6 ноября 2002 |
| 8                                                                                      | Ливерпуль         | 3:1  | Саутгемптон       | 6 ноября 2002 |
| 9                                                                                      | Ньюкасл Юнайтед   | 2:2  | Эвертон           | 6 ноября 2002 |
| 3:3 после дополнительного времени; «Эвертон» выиграл по пенальти со счётом 3:2         |                   |      |                   |               |
| 10                                                                                     | Оксфорд Юнайтед   | 0:3  | Астон Вилла       | 6 ноября 2002 |
| 11                                                                                     | Шеффилд Юнайтед   | 2:1  | Лидс Юнайтед      | 6 ноября 2002 |
| 12                                                                                     | Вест Хэм Юнайтед  | 0:1  | Олдем Атлетик     | 6 ноября 2002 |
| 13                                                                                     | Бирмингем Сити    | 0:2  | Престон Норт Энд  | 5 ноября 2002 |
| 14                                                                                     | Уимблдон          | 1:3  | Ротерем Юнайтед   | 5 ноября 2002 |
| 15                                                                                     | Манчестер Юнайтед | 2:0  | Лестер Сити       | 5 ноября 2002 |
| 16                                                                                     | Уиган Атлетик     | 1:0  | Манчестер Сити    | 5 ноября 2002 |

## Четвёртый раунд
Восемь матчей четвёртого раунда прошли 3 и 4 декабря 2002 года.
| Астон Вилла                                                   | 5:0     | Престон Норт Энд |
| ------------------------------------------------------------- | ------- | ---------------- |
| Васселл 44′ 55′ · Даблин 80′ · Анхель 84′ · Хитцльспергер 87′ | (отчёт) |                  |

| Блэкберн Роверс                    | 4:0     | Ротерем Юнайтед |
| ---------------------------------- | ------- | --------------- |
| Йорк 12′ 39′ · Коул 16′ · Дафф 43′ | (отчёт) |                 |

| Челси                                        | 4:1     | Эвертон     |
| -------------------------------------------- | ------- | ----------- |
| Хассельбайнк 26′ 71′ · Пети 44′ · Станич 69′ | (отчёт) | Нейсмит 80′ |

| Ливерпуль       | 1:1 (доп. вр.) 5:4 пен. | Ипсвич Таун |
| --------------- | ----------------------- | ----------- |
| Диуф 54′ (пен.) | (отчёт)                 | Миллер 14′  |

| Уиган Атлетик     | 2:1     | Фулхэм        |
| ----------------- | ------- | ------------- |
| Эллингтон 20′ 28′ | (отчёт) | Боа Морте 86′ |

| Бернли | 0:2     | Манчестер Юнайтед        |
| ------ | ------- | ------------------------ |
|        | (отчёт) | Форлан 35′ · Сульшер 65′ |

| Кристал Пэлас | 2:0     | Олдем Атлетик |
| ------------- | ------- | ------------- |
| Блэк 11′ 74′  | (отчёт) |               |

| Шеффилд Юнайтед         | 2:0     | Сандерленд |
| ----------------------- | ------- | ---------- |
| Мерфи 54′ · Эллисон 56′ | (отчёт) |            |

## Четвертьфиналы
Четыре четвертьфинальных матча прошли 17 и 18 декабря 2002 года.
| Астон Вилла                                       | 3:4     | Ливерпуль                                |
| ------------------------------------------------- | ------- | ---------------------------------------- |
| Васселл 23′ · Хитцльспергер 72′ · Аншо 88′ (авт.) | (отчёт) | Мерфи 27′ 90′ · Барош 54′ · Джеррард 67′ |

| Манчестер Юнайтед | 1:0     | Челси |
| ----------------- | ------- | ----- |
| Форлан 80′        | (отчёт) |       |

| Шеффилд Юнайтед                 | 3:1     | Кристал Пэлас    |
| ------------------------------- | ------- | ---------------- |
| Асаба 35′ · Пескисолидо 86′ 88′ | (отчёт) | Пейдж 82′ (авт.) |

| Уиган Атлетик | 0:2     | Блэкберн Роверс |
| ------------- | ------- | --------------- |
|               | (отчёт) | Коул 16′, 80′   |

## Полуфиналы
Полуфиналы Кубка Футбольной лиги были двухраундовыми: один матч команда проводила на домашнем стадионе, другой — на выезде. Первые матчи прошли 7 и 8 января, ответные — 21 и 22 января 2003 года.

### Первые матчи
| Шеффилд Юнайтед | 2:1     | Ливерпуль  |
| --------------- | ------- | ---------- |
| Тонг 76′ 82′    | (отчёт) | Меллор 35′ |

| Манчестер Юнайтед | 1:1     | Блэкберн Роверс |
| ----------------- | ------- | --------------- |
| Скоулз 58′        | (отчёт) | Томпсон 61′     |

### Ответные матчи
| Ливерпуль           | 2:0 (доп. вр.) | Шеффилд Юнайтед |
| ------------------- | -------------- | --------------- |
| Диуф 9′ · Оуэн 107′ | (отчёт)        |                 |

«Ливерпуль» выиграл со счётом 3:2 по сумме двух матчей.
| Блэкберн Роверс | 1:3     | Манчестер Юнайтед                         |
| --------------- | ------- | ----------------------------------------- |
| Коул 12′        | (отчёт) | Скоулз 30′ 42′ · ван Нистелрой 77′ (пен.) |

«Манчестер Юнайтед» выиграл со счётом 4:2 по сумме двух матчей.

## Финал
Финал Кубка Уортингтон сезона 2002/03 прошёл 2 марта 2003 года на стадионе «Миллениум» в Кардиффе. В нём встретились клубы Премьер-лиги «Ливерпуль» и «Манчестер Юнайтед». Победу со счётом 2:0 одержал «Ливерпуль», выигравший данный трофей в седьмой раз в своей истории.
| Манчестер Юнайтед | 0:2     | Ливерпуль               |
| ----------------- | ------- | ----------------------- |
|                   | (отчёт) | Джеррард 39′ · Оуэн 86′ |